# Franz Walter (Politikwissenschaftler)
Franz Walter (* 2. März 1956 in Steinheim, Nordrhein-Westfalen) ist ein deutscher Politikwissenschaftler. Er war Professor für Politikwissenschaft an der Universität Göttingen; seit September 2017 ist er im vorzeitigen Ruhestand. Walter ist vor allem durch seine Arbeiten zur Parteienforschung bekannt.

## Leben
Er studierte Geschichte und Sozialwissenschaften an der Freien Universität Berlin und an der Universität Bielefeld (Staatsexamen 1982). 1985 wurde er als Stipendiat der Friedrich-Ebert-Stiftung an der Universität Göttingen mit der Dissertation Großstadtkritik, nationale Romantik und revolutionärer Mythos zum Doktor der Sozialwissenschaften promoviert. Nach einer Tätigkeit als wissenschaftlicher Mitarbeiter der Historischen Kommission zu Berlin kehrte er 1988 zurück nach Göttingen. Dort habilitierte er sich, wurde 2000 zum außerordentlichen Professor für Politikwissenschaft bestellt und schließlich 2002 zum ordentlichen Professor berufen.
Walter leitete von 2010 bis September 2017 das Göttinger Institut für Demokratieforschung in der Villa Stich. Zusammen mit seinem Göttinger Kollegen Peter Lösche prägte er die Göttinger Schule der Parteienforschung, in deren Mittelpunkt eine qualitative und stark historische Annäherung an den Forschungsgegenstand steht. Im Mittelpunkt seiner Forschung standen zunächst die Arbeiterbewegung und die SPD, seit Ende der 1990er Jahre zunehmend auch andere Parteien. In seinen Arbeiten bemüht sich Walter sehr um eine allgemein verständliche Sprache, um politikwissenschaftliche Erkenntnisse einem breiten Publikum nahezubringen.
Er veröffentlicht regelmäßig in Printmedien mit breiter und heterogener Leserschaft (etwa dem Spiegel, der Welt oder der Frankfurter Rundschau). Seit Oktober 2011 gibt Franz Walter INDES – Zeitschrift für Politik und Gesellschaft heraus. Das Journal behandelt gesellschaftspolitische und sozialwissenschaftliche Fragestellungen und hat den Anspruch, die Lücke zwischen Fachjournalen und Populärmedien zu schließen.
Seit 1972 ist Walter Mitglied der SPD, übt jedoch keine Funktionen in der Partei aus.
Im Rahmen der Pädophilie-Debatte um die Grünen beauftragte ihn der Parteivorstand der Grünen im Juni 2013, die „Frage des Einflusses von Gruppen mit pädophilen Forderungen innerhalb der Grünen“ zu untersuchen. Am 12. November 2014 stellten Walter und die grüne Bundesvorsitzende Simone Peter in Berlin den vorläufigen Abschlussbericht über Die Grünen und die Pädosexualität vor. Der Historiker Ewald Grothe warf Walter vor, mit der Studie „die Verantwortung der Grünen“ zu relativieren.
Walter ist verheiratet und hat drei erwachsene Kinder. Im September 2017 ging Walter aus gesundheitlichen Gründen in den Vorruhestand.

## Rezeption
Franz Walter gilt laut Die Welt als „einer der profiliertesten Parteienkenner der Republik“, als ausgezeichneter Fachwissenschaftler wie auch öffentlich sichtbarer Intellektueller. Er wird wegen seiner Medienpräsenz und dem Ruf, ein brillanter Autor zu sein, als publizistischer Star seiner Zunft wahrgenommen.
Seine Aufsätze und Bücher, insbesondere zur Sozialdemokratie, gelten als Standardwerke. Trotz seiner Parteimitgliedschaft gilt er als harter Kritiker der SPD.
2005 machte der Präsident der Göttinger Universität, Kurt von Figura, Pläne öffentlich, am Seminar für Politikwissenschaft zwei der vier Politik-Lehrstühle zu streichen. Figura äußerte, die Göttinger Politologie sei eine nicht entwicklungsfähige „Schwachstelle“ der Universität und müsse „ausgemerzt“ werden. Fast hundert Intellektuelle protestierten mit einer Unterschriftenaktion gegen die geplanten Kürzungen und kritisierten, es habe den Anschein, „daß unter dem Vorwand der Hochschulreform politisch mißliebige Professoren aus Göttingen vertrieben werden sollen“.

## Publikationen (Auswahl)
- Peter Lösche, Franz Walter: Die SPD. Klassenpartei – Volkspartei – Quotenpartei. Zur Entwicklung der Sozialdemokratie von Weimar bis zur deutschen Vereinigung. Wissenschaftliche Buchgesellschaft, Darmstadt 1992, ISBN 3-534-10994-5.
- Peter Lösche, Franz Walter: Die FDP. Richtungsstreit und Zukunftszweifel. Wissenschaftliche Buchgesellschaft, Darmstadt 1996, ISBN 3-534-80195-4.
- Franz Walter: Die SPD. Vom Proletariat zur neuen Mitte. Alexander Fest Verlag, Berlin 2002, ISBN 3-8286-0173-1.
- Franz Walter, Joachim Bischof u. a.: Schwarzbuch Rot-Grün. Von der sozial-ökologischen Erneuerung zur Agenda 2010. VSA-Verlag, Hamburg 2005, ISBN 3-89965-137-5.
- Franz Walter: Träume von Jamaika. Wie Politik funktioniert und was die Gesellschaft verändert. Kiepenheuer und Witsch, Köln 2006, ISBN 3-462-03760-9.
- Franz Walter, Felix Butzlaff, Matthias Micus, Tim Spier: Die Linkspartei. Zeitgemäße Idee oder Bündnis ohne Zukunft? VS Verlag für Sozialwissenschaften, Wiesbaden 2007, ISBN 978-3-531-14941-7.
- Franz Walter: Im Herbst der Volksparteien? Aufstieg und Rückgang politischer Massenintegration. transcript Verlag, Bielefeld 2009, ISBN 978-3-8376-1141-0.
- Franz Walter: Charismatiker und Effizienzen. Porträts aus 60 Jahren Bundesrepublik. edition suhrkamp, 2009, ISBN 978-3-518-12577-9.
- Franz Walter: Wer zu spät kommt, darf regieren. In: Spiegel Geschichte 2. 2009, S. 140–142 (Online).
- Franz Walter: Vorwärts oder abwärts? Zur Transformation der Sozialdemokratie. edition suhrkamp, Berlin 2010, ISBN 978-3-518-12622-6.
- Franz Walter: Gelb oder Grün? Kleine Parteiengeschichte der besserverdienenden Mitte in Deutschland. transcript Verlag, Bielefeld 2010, ISBN 978-3-8376-1505-0.
- Franz Walter: Republik, das ist nicht viel. Partei und Jugend in der Krise des Weimarer Sozialismus. transcript Verlag, Bielefeld 2011, ISBN 978-3-8376-1832-7.
- Franz Walter, Danny Michelsen: Unpolitische Demokratie. Zur Krise der Repräsentation. Suhrkamp, Berlin 2013, ISBN 978-3-518-12668-4.
- Franz Walter, Stine Marg: Von der Emanzipation zur Meritokratie. Betrachtungen zur 150-jährigen Geschichte von Arbeiterbewegung, Linksintellektuellen und sozialer Demokratie. Vandenhoeck & Ruprecht, Göttingen 2013, ISBN 978-3-525-38001-7.
- Franz Walter, Danny Michelsen: Integrative Demokratie. Politik im apolitischen Zeitalter. Suhrkamp, Berlin 2013, ISBN 978-3-518-12668-4.
- Franz Walter, Christian Werwarth, Oliver D'Antonio: Die CDU. Entstehung und Verfall christdemokratischer Geschlossenheit. 2. überarb. Aufl. Nomos, Baden-Baden 2014, ISBN 978-3-8487-1240-3.
- Franz Walter, Stephan Klecha, Alexander Hensel (Hrsg.): Die Grünen und die Pädosexualität. Eine bundesdeutsche Geschichte. Vandenhoeck & Ruprecht, Göttingen 2015, ISBN 978-3-525-30055-8.
- Lars Geiges, Stine Marg, Franz Walter: Pegida. Die schmutzige Seite der Zivilgesellschaft? Transcript Verlag, Bielefeld 2015, ISBN 978-3-8376-3192-0.
- Franz Walter: Rebellen, Propheten und Tabubrecher. Politische Aufbrüche und Ernüchterungen im 20. und 21. Jahrhundert. Vandenhoeck & Ruprecht, Göttingen 2017, ISBN 978-3-525-30185-2.
- Franz Walter: Die SPD. Biografie einer Partei von Ferdinand Lassalle bis Andrea Nahles. Rowohlt Verlag, Reinbek bei Hamburg 2018, ISBN 978-3-499-63445-1.
- Franz Walter: Zeiten des Umbruchs? Analysen zur Politik. Ibidem-Verlag, Stuttgart 2018, ISBN 978-3-8382-1269-2.